# Spathularia
Spathularia Pers. (łopatnica) – rodzaj grzybów z rodziny hełmikowatych (Cudoniaceae).

## Systematyka i nazewnictwo
Pozycja w klasyfikacji według Index Fungorum: Cudoniaceae, Rhytismatales, Leotiomycetidae, Leotiomycetes, Pezizomycotina, Ascomycota, Fungi.
Synonimy nazwy naukowej: Mitruliopsis Peck, Spathulea Fr.
Niektóre gatunki:
- Spathularia alpestris (Rehm) Rahm 1966
- Spathularia bifurcata Y. Otani 1982
- Spathularia flavida Pers. 1794 – łopatnica żółtawa
- Spathularia heterospora E.K. Cash & Corner 1958
- Spathularia minima Maire 1901
- Spathularia neesii Bres. 1892[3] – łopatnica Neesa
- Spathularia pectinata Rahm 1966
- Spathularia pilatii Velen. 1939

Nazwy naukowe na podstawie Index Fungorum. Nazwa polska według M.A. Chmiel.